# The William Blake Archive

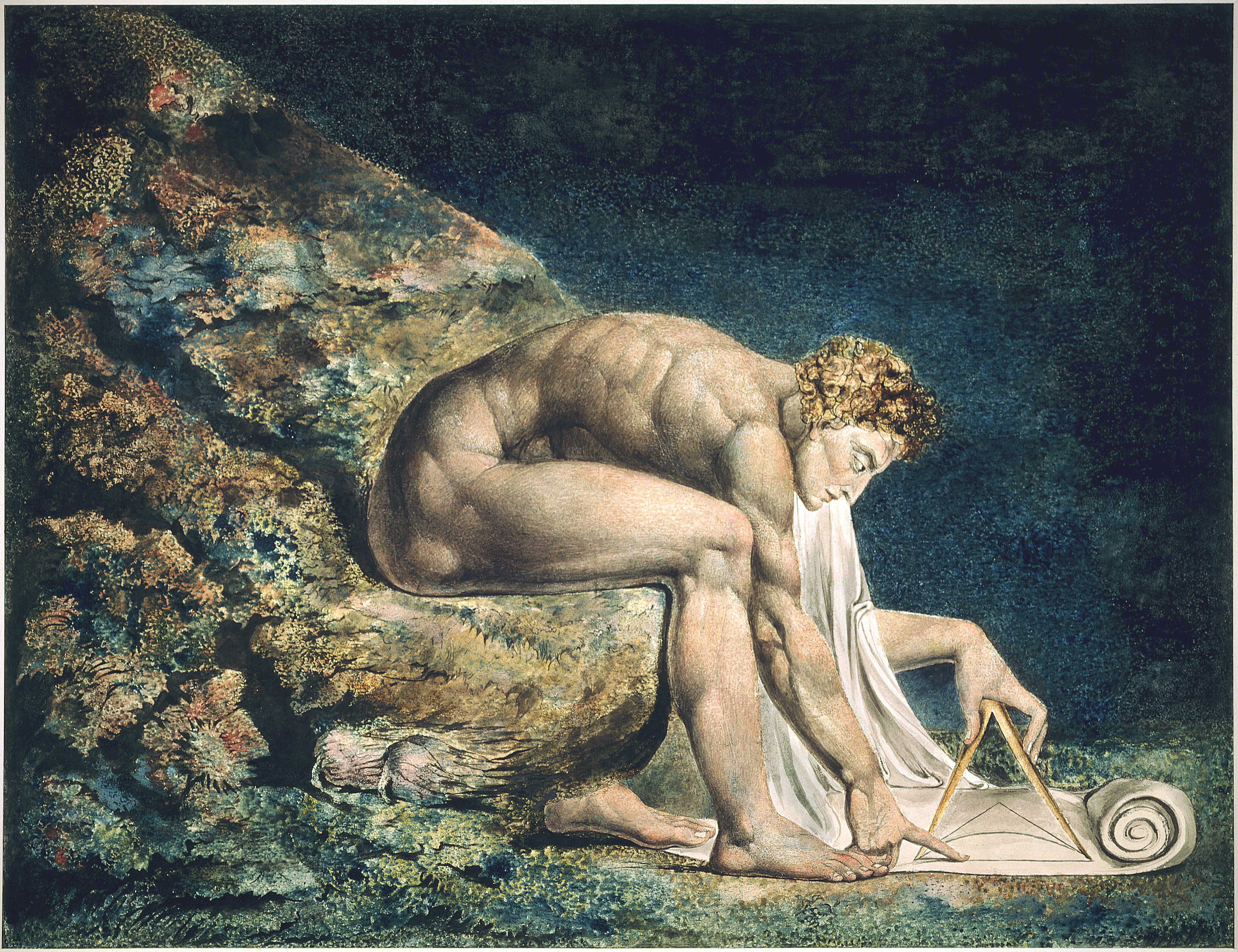
"Newton", cuadro de William Blake (1790)

The William Blake Archive es un proyecto de las Humanidades digitales auspiciado por la Library of Congress y la Universidad de Carolina del Norte en Chapel Hill, dedicado a recopilar y proporcionar recursos sobre la vida y obra del poeta y artista inglés William Blake.